# Johannes Reborch (Propst)
Johannes Reborch (auch Johan Reborch; * um 1433 in Krempe; † 24. Juli 1513 in Bordesholm) war Augustinerchorherr und 1485–1490 Prior des Augustinerchorherrenstiftes in Bordesholm.

## Leben
Dass Johannes Reborch aus Krempe stammte, belegen Eintragungen im dortigen Stadtbuch. Ein exaktes Geburtsdatum ist nicht überliefert. 1460 immatrikulierte er sich an der Universität Rostock. Das erste nachgewiesene Wirkungsdatum ist der 23. Dezember 1476, an dem Reborch im Stift Jasenitz – einer Dependance des Augustinerchorherren-Stifts Bordesholm – Abschriften erbaulicher Abhandlungen beendete.
Vermutlich hielt er sich nur vorübergehend in dem dort 1486 aufgehobenen Stift auf und lebte eigentlich im Augustinerchorherren-Stift Bordesholm. Dort wurde er 1485 zum Propst gewählt. Als sich Bordesholm 1490 der Windesheimer Kongregation anschloss, trat Reborch von seinem Amt zurück. Dies galt in solchen Fällen als üblich. Reborch genoss weiterhin hohes Ansehen; so belegen Urkunden aus den Jahren 1490 und 1495, dass er den Konvent neben dem neuen Prior Andreas Laer van Deventer repräsentierte.

## Leistungen
Eng verbunden mit dem Namen Reborchs ist die Bordesholmer Marienklage, ein liturgisches Passionsspiel in mittelniederdeutscher Sprache. Seine Handschrift gilt als einzige erhaltene Überlieferung des Werkes. Ob Reborch die Marienklage lediglich abgeschrieben oder sie auch bearbeitet hat, ist unbekannt.

## Werke
- Bordesholmer Marienklage. Handschrift, ca. 1475. Digitalisat der Universitätsbibliothek Kiel